# Cumberland Head
Cumberland Head es un lugar designado por el censo ubicado en el condado de Clinton en el estado estadounidense de Nueva York. En el año 2000 tenía una población de 1,532 habitantes y una densidad poblacional de 160 personas por km².

## Geografía
Cumberland Head se encuentra ubicado en las coordenadas 44°42′59″N 73°24′9″O / 44.71639, -73.40250.

## Demografía
Según la Oficina del Censo en 2000 los ingresos medios por hogar en la localidad eran de $54,659, y los ingresos medios por familia eran $62,434. Los hombres tenían unos ingresos medios de $41,100 frente a los $27,438 para las mujeres. La renta per cápita para la localidad era de $29,092. Alrededor del 3.5% de la población estaban por debajo del umbral de pobreza.